# Mordellistena irfianorum
Mordellistena irfianorum là một loài bọ cánh cứng trong họ Mordellidae. Loài này được Lu & Ivie miêu tả khoa học năm 1999.